# Patrick Dempsey

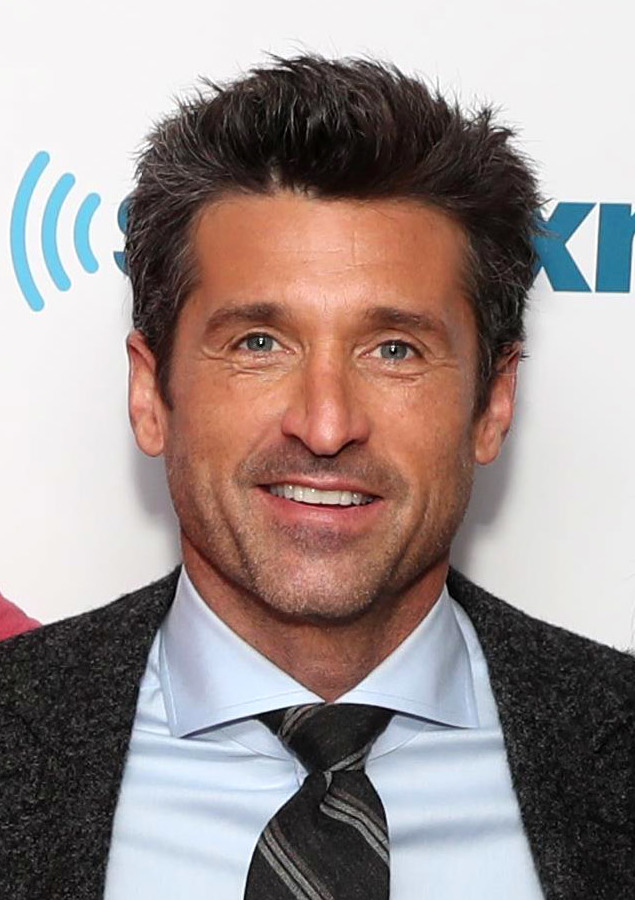
Patrick Dempsey (2016)

Patrick Galen Dempsey (* 13. Januar 1966 in Lewiston, Maine) ist ein US-amerikanischer Schauspieler und Rennfahrer. Bekannt wurde er vor allem durch die Rolle als Dr. Derek Shepherd in der ABC-Fernsehserie Grey’s Anatomy.

## Biografie

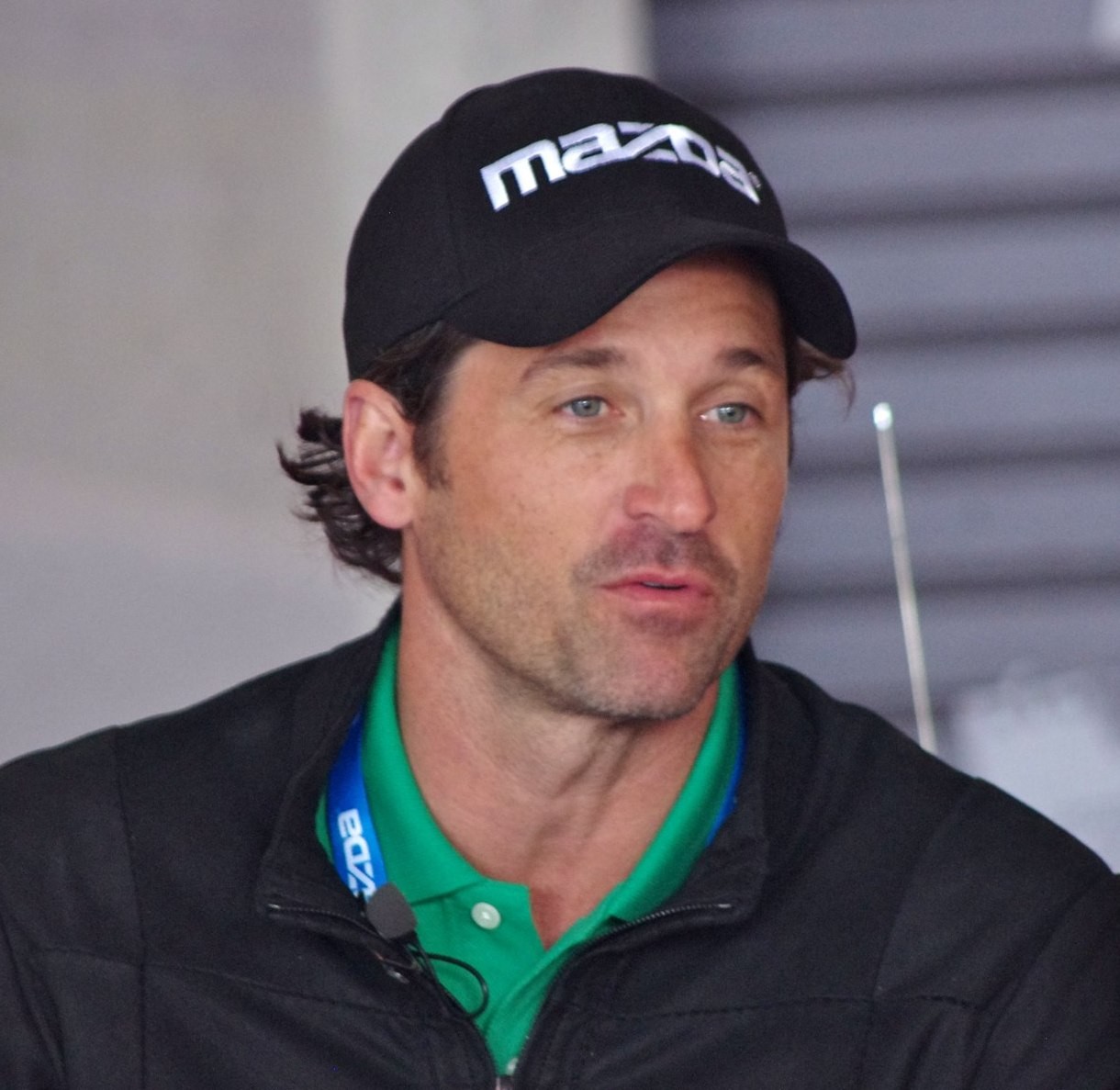
Patrick Dempsey (2011)

### Kindheit und Jugend
Dempsey wuchs in Lewiston auf, wo er die St. Dominic’s Regional High School besuchte. Später absolvierte Dempsey die Buckfield High School in Buckfield, Maine. Im Alter von zwölf Jahren wurde bei Dempsey Legasthenie festgestellt. Bei der Oscarverleihung 2008 gab er an, dass diese Schwäche ihn zu dem gemacht hat, was er heute ist.
Dempsey nahm in seiner Jugend an vielen Jonglierwettbewerben teil. 1981 konnte er bei der Weltmeisterschaft der International Jugglers’ Association den zweiten Platz bei den Junioren erringen, direkt hinter Anthony Gatto, der als bester technischer Jongleur aller Zeiten gilt. Dempsey träumte davon, als Clown in der Zirkusmanege zu stehen und arbeitete vor seiner Bühnenkarriere als Jongleur, Zauberkünstler und Puppenspieler.
Dempsey nahm außerdem an Skiwettbewerben teil.

### Ehe und Familie
Von 1987 bis 1994 war er mit seiner 27 Jahre älteren Managerin Rocky Parker, der Mutter seines besten Freundes Corey Parker, verheiratet. Im Jahr 1999 heiratete er die Visagistin Jillian Fink, mit der er drei Kinder hat. Mitte Januar 2015 reichten die beiden die Scheidung ein. Die Beziehung wurde Mitte 2016 wieder aufgenommen.

### Freizeit

#### Rennfahren
Der Autorennsport bedeutet dem Schauspieler sehr viel und er sagt, dass es seine wahre Leidenschaft sei, doch er sei auch gerne am Set. Darüber hinaus ist er in seiner Freizeit als Rennfahrer aktiv und bestritt 2008 unter anderem das 24-Stunden-Rennen von Daytona.
Am 13. und 14. Juni 2009 nahm Dempsey am 24-Stunden-Rennen von Le Mans für das Team Seattle Advanced Engineering mit einem Ferrari F430 GT in der GT2-Klasse teil. 2013 nahm er wieder am 24-Stunden-Rennen von Le Mans teil, diesmal mit seinem eigenen 2003 gegründeten Rennstall Dempsey Racing und erreichte in seiner Klasse den 4. Platz. Patrick Dempsey konkretisiert damit „einen Traum, der Wirklichkeit wird“ und bestätigt damit seine Liebe für diesen „magischen Wettkampf“.

#### Patrick Dempsey Center for Cancer Hope & Healing
2008 eröffnete Patrick Dempsey in seiner Heimatstadt ein Informationszentrum für Krebspatienten und deren Familien, das Patrick Dempsey Center for Cancer Hope & Healing. Anlass dafür war unter anderem die Krebserkrankung seiner Mutter im Jahr 1998.

#### Tully's Coffee
Dempsey erwarb mit seiner Investment-Firma die Kette „Tully's Coffee“ in Seattle. Der Schauspieler hat rund neun Millionen Dollar (etwa 6,8 Millionen Euro) für die Kette mit 47 Filialen und 500 Mitarbeitern geboten und damit auch den Kaffee-Riesen Starbucks aus dem Rennen geworfen.

## Karriere

### Anfänge am Theater und erste Filmauftritte
Im Alter von 15 Jahren hatte er seine erste Theaterrolle in einer Maine-Produktion von „On Golden Pond“. Zwei Jahre später erhielt er die Hauptrolle in „Torch Song Trilogy“, in der er einen schwulen Teenager spielte und mit der Show durch San Francisco tourte. Währenddessen war er in der ABC-Familienshow Overnight Success zu sehen, wo er Jonglieren und Singen zum Besten gab. Es folgten weitere Theaterengagements, unter anderem auch in New York.

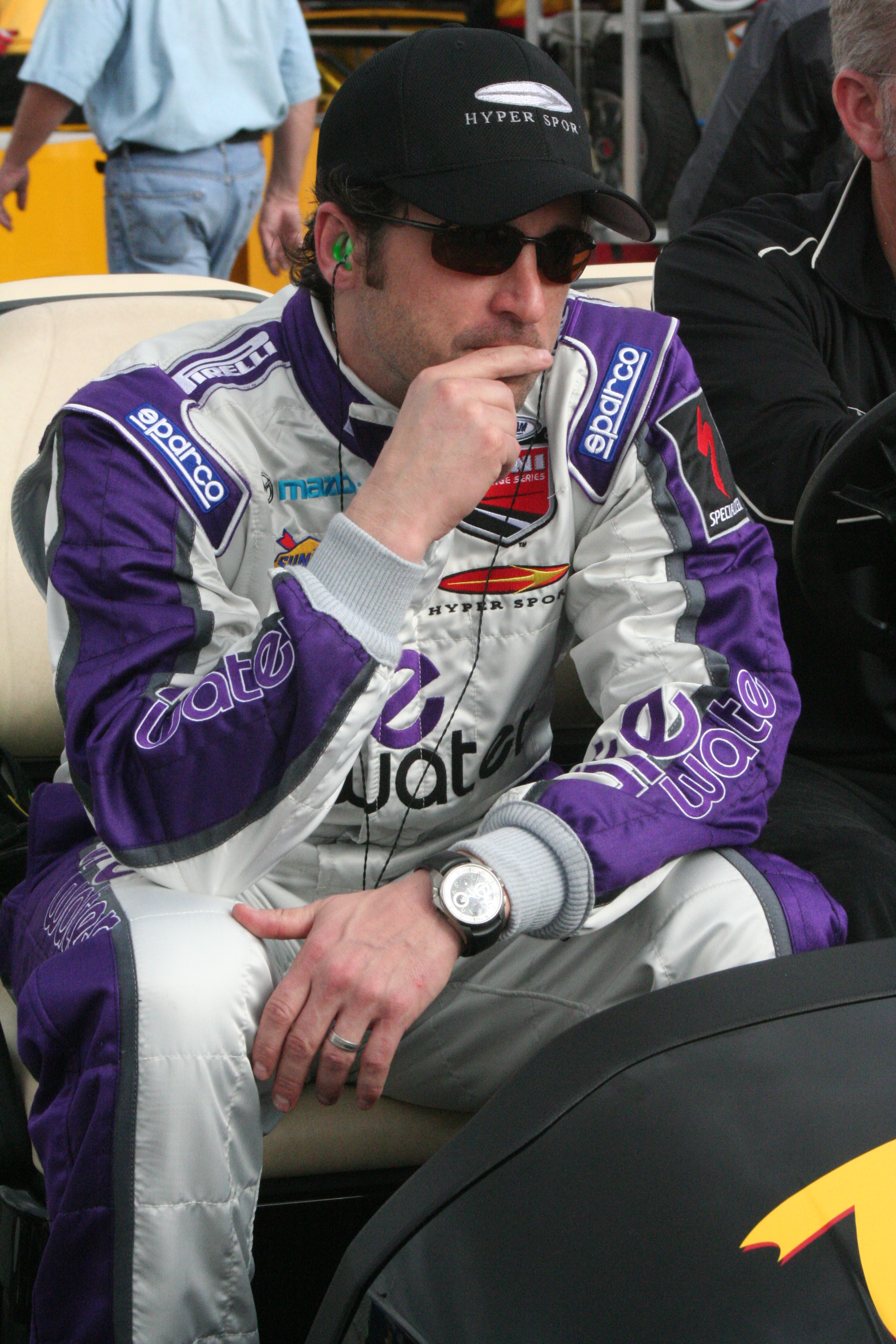
Patrick Dempsey beim 24-Stunden-Rennen von Daytona 2008

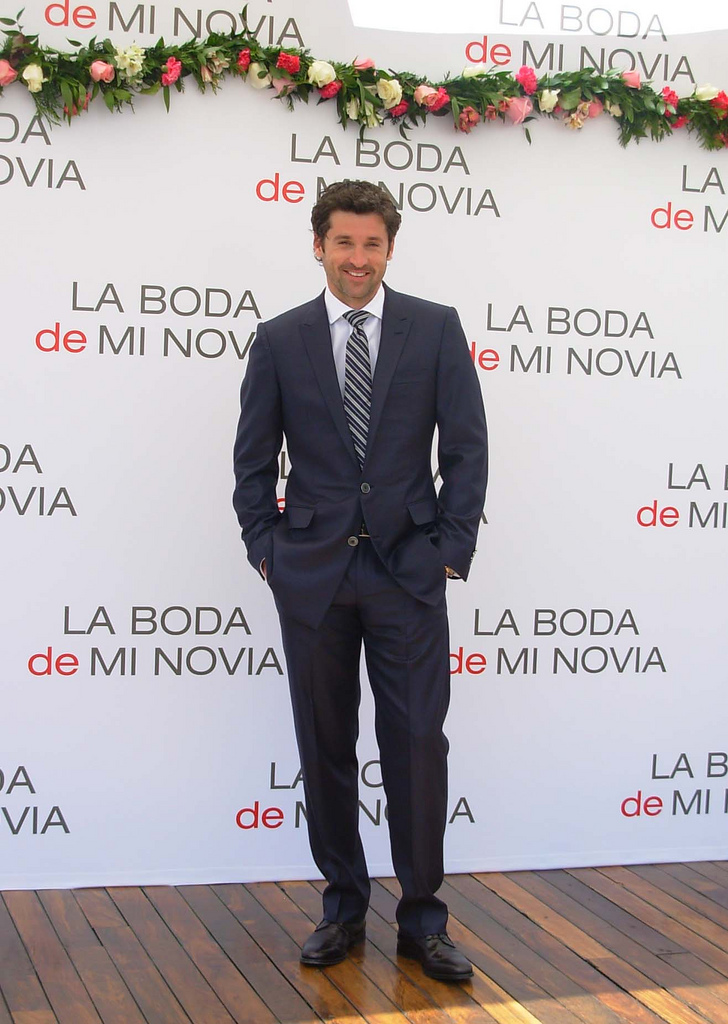
Patrick Dempsey bei der Filmpremiere von Verliebt in die Braut in Madrid, Spanien

Nach kleineren Auftritten im Rahmen der Maine Acting Company und einem Engagement am Roundabout Theatre in New York erhielt er mit Die Himmelstürmer (1985) seine erste Filmrolle. Für seine Rolle im Film Can’t Buy Me Love (1987) gewann er den Young Artist Award.

### Durchbruch in den frühen 1990er Jahren
1991 gelang ihm mit dem Film Die wahren Bosse – Ein teuflisches Imperium sein Durchbruch. 1995 spielte er in dem erfolgreichen Sci-Fi-Drama Outbreak – Lautlose Killer mit. Danach übernahm er zunächst Rollen in verschiedenen TV-Spielfilmen, wie in dem Remake von „20 000 Meilen unter dem Meer“ oder als der junge Kennedy in dem TV-Zweiteiler „John F. Kennedy - Wilde Jugend“. Gegen Ende der 1990er Jahre ließ sein Erfolg ein wenig nach.

### Karriereaufschwung Mitte der 2000er Jahre
Einen Karriereaufschwung im Jahr 2000 bescherte ihm die wiederkehrende Rolle als Wills Liebschaft Matthew, in der Sitcom Will & Grace, sowie eine weitere wiederkehrende Gastrolle in Once & Again als Lilys und Judys schizophrener Bruder Aaron. Für diese Rolle erhielt Dempsey eine Emmy-Nominierung. In diesem Jahr kehrte er auch zurück auf die Leinwand und spielte in einer Nebenrolle in der Horrorkomödie Scream 3 mit. 2002 erschien er als Reese Witherspoons Verlobter in Sweet Home Alabama – Liebe auf Umwegen, der mit 127 Millionen US-Dollar ein Kassenschlager wird, und bisher sein zweiterfolgreichster Film. 2004 ist er Special-Gaststar im Serienfinale des Justizdramas Practice – Die Anwälte. Seit 2005 ist er einem großen Publikum durch seine Hauptrolle in Grey’s Anatomy bekannt. Der große Erfolg der Serie bescherte Patrick Dempsey zahlreiche weitere Hauptrollen, wie z. B. in der Fantasy-Komödie Verwünscht (2007) an der Seite von Amy Adams. In Verliebt in die Braut (2008) schlüpfte er in die Rolle des Schwerenöters Tom, der sich in seine beste Freundin verliebt. Zuletzt übernahm er die Rolle des Bösewichts in Transformers 3.

### Grey’s Anatomy
Seinen größten Erfolg verzeichnete Patrick Dempsey in seiner Rolle als Neurochirurg Dr. Derek Shepherd in der ABC-Serie Grey's Anatomy, die er seit 2005 spielte. Die Rolle bescherte ihm zwei Golden-Globe-Nominierungen sowie zahlreiche Werbeverträge. Im Mai 2011 gab Dempsey in einem Interview mit der italienischen Ausgabe der US-Zeitschrift „Vanity Fair“ seinen Ausstieg aus der Serie nach der achten Staffel bekannt. Er bedauere diesen Schritt, sehe sich aber nicht weiter in dieser Rolle. Am selben Tag erklärte ein Sprecher des Schauspielers, dass diese Aussagen aus dem Kontext gerissen seien und die Zukunft Dempseys in der Serie nicht feststehe. Dempsey wirkt auch in der neunten, zehnten und elften Staffel mit. Ende der elften Staffel stieg Dempsey aus der Serie aus.

### Weitere Jobs
Patrick Dempsey war das Werbegesicht für L’Oréal, Versace und Serengeti Eyewear. Im November 2008 brachte er sein erstes Parfum „Unscripted“ auf den Markt. Wegen des großen Erfolges brachte er 2009 ein weiteres mit dem Namen „Patrick Dempsey 2“ heraus. Seit 2013 ist er das Werbegesicht für Silhouette Eyewear.

## Filmografie (Auswahl)
Als Schauspieler
- 1985: Die Himmelsstürmer (Heaven Help Us)
- 1986: Fast Times (Fernsehserie)
- 1986: Sommerferien – Total verrückt
- 1988: Some Girls
- 1987: Casanova Junior
- 1987: Can’t Buy Me Love
- 1989: Loverboy – Liebe auf Bestellung (Loverboy)
- 1989: Happy Together
- 1990: Wild Boys – Der Sommer ihres Lebens (Coupe de Ville)
- 1991: Run
- 1991: Die wahren Bosse – Ein teuflisches Imperium (Mobsters)
- 1993: Face the music
- 1994: Ein genialer Freak (With Honors)
- 1995: Outbreak – Lautlose Killer (Outbreak)
- 1997: 20.000 Meilen unter dem Meer (20,000 Leagues Under the Sea) (Fernsehfilm)
- 1997: Hugo Pool
- 1998: Böse Mädchen kommen in den Himmel
- 1998: Schuld und Sühne (Crime and Punishment)
- 1998: Die nackte Wahrheit über Männer und Frauen
- 1998: Die Bibel – Jeremia
- 2000: Scream 3
- 2000–2001: Will & Grace (Fernsehserie, 3 Episoden)
- 2001: Blonde (Blond)
- 2001: Noch mal mit Gefühl (Once and Again)
- 2001: Lance Dance (Get your Chance)
- 2002: Club der Cäsaren (The Emperor’s Club)
- 2002: Sweet Home Alabama – Liebe auf Umwegen (Sweet Home Alabama)
- 2003: Lucky 7 – Lucky Seven (Lucky 7, Fernsehfilm)
- 2004: Alice Paul – Der Weg ins Licht (Iron Jawed Angels)
- 2004: Practice – Die Anwälte (The Practice, Fernsehserie, 3 Episoden)
- 2005–2015, 2020–2021: Grey’s Anatomy (Fernsehserie, 239 Episoden)
- 2006: Shade
- 2007: Freedom Writers
- 2007: Verwünscht (Enchanted)
- 2008: Verliebt in die Braut (Made of Honor)
- 2009, 2012: Private Practice (Fernsehserie, 2 Episoden)
- 2010: Valentinstag (Valentine’s Day)
- 2011: Flypaper – Wer überfällt hier wen? (Flypaper)
- 2011: Transformers 3 (Transformers: Dark of the Moon)
- 2016: Bridget Jones’ Baby (Bridget Jones’s Baby)
- 2018: Die Wahrheit über den Fall Harry Quebert (The Truth About The Harry Quebert Affair, Fernsehserie, 10 Episoden)
- 2020–2022: Devils (Fernsehserie)
- 2022: Verwünscht nochmal (Disenchanted)
- 2023: Ferrari
- 2023: Thanksgiving
- seit 2024: Dexter: Original Sin (Fernsehserie)

Als Filmproduzent
- 2019: Enzo und die wundersame Welt der Menschen (The Art of Racing in the Rain)

## Motorsport-Statistik

### Le-Mans-Ergebnisse
| Jahr | Team                     | Fahrzeug            | Teamkollege  | Teamkollege    | Gesamtplatzierung | Ausfallgrund |
| ---- | ------------------------ | ------------------- | ------------ | -------------- | ----------------- | ------------ |
| 2009 | Team Seattle             | Ferrari F430 GTC    | Don Kitch    | Joe Foster     | Rang 30           |              |
| 2013 | Dempsey Del Piero-Proton | Porsche 997 GT3-RSR | Patrick Long | Joe Foster     | Rang 28           |              |
| 2014 | Dempsey Racing-Proton    | Porsche 997 GT3-RSR | Patrick Long | Joe Foster     | Rang 24           |              |
| 2015 | Dempsey-Proton Racing    | Porsche 911 RSR     | Patrick Long | Marco Seefried | Rang 22           |              |

### Sebring-Ergebnisse
| Jahr | Team                     | Fahrzeug               | Teamkollege | Teamkollege  | Teamkollege     | Platzierung | Ausfallgrund |
| ---- | ------------------------ | ---------------------- | ----------- | ------------ | --------------- | ----------- | ------------ |
| 2013 | Dempsey Del Piero Racing | Porsche 997 GT3 Cup    | Joe Foster  | Andy Lally   |                 | Rang 28     |              |
| 2014 | Dempsey Racing           | Porsche 911 GT America | Joe Foster  | Andrew Davis | Norbert Siedler | Rang 41     |              |

### Einzelergebnisse in der FIA-Langstrecken-Weltmeisterschaft
| Saison | Team           | Rennwagen           | 1   | 2   | 3   | 4   | 5   | 6   | 7   | 8   |
| ------ | -------------- | ------------------- | --- | --- | --- | --- | --- | --- | --- | --- |
| 2013   | Dempsey-Proton | Porsche 997 GT3-RSR | SIL | SPA | LEM | SAO | AUS | FUJ | SHA | BAH |
| 2013   | Dempsey-Proton | Porsche 997 GT3-RSR | 28  |     |     |     |     |     |     |     |
| 2014   | Dempsey-Proton | Porsche 997 GT3-RSR | SIL | SPA | LEM | AUS | FUJ | SHA | BAH | SAO |
| 2014   | Dempsey-Proton | Porsche 997 GT3-RSR | 24  |     |     |     |     |     |     |     |
| 2015   | Dempsey-Proton | Porsche 911 RSR     | SIL | SPA | LEM | NÜR | AUS | FUJ | SHA | BAH |
| 2015   | Dempsey-Proton | Porsche 911 RSR     | 23  | 28  | 22  | 26  | 24  | 22  | 24  |     |

## Auszeichnungen

### Preise
Young Artist Award:
- Bester junger Hauptdarsteller in einem Spielfilm – Komödie: Can’t Buy Me Love (1988)

People’s Choice Award:
- Beliebtester Serien-Hauptdarsteller (2007)
- Auszeichnung in der Kategorie „Favorite Dramatic TV Actor“ für Grey's Anatomy (2015)

Screen Actors Guild Awards:
- Bestes Schauspielensemble – Drama: Grey’s Anatomy (2007)

Auszeichnung als Disney Legend (2022)

### Nominierungen
Emmy:
- Bester Gastschauspieler in einer Serie – Drama: Nochmal mit Gefühl (2001)

Golden Globe Award:
- Bester Serien-Hauptdarsteller – Drama: Grey’s Anatomy (2006)
- Bester Serien-Hauptdarsteller – Drama: Grey’s Anatomy (2007)

Goldene Himbeere
- Schlechtester Nebendarsteller: Transformers 3 (2012)

Screen Actors Guild Awards:
- Bestes Schauspielensemble – Drama: Grey’s Anatomy (2006)
- Bester Darsteller in einer Fernsehserie – Drama: Grey’s Anatomy (2006)

Teen Choice Award:
- Beliebtester Serien-Hauptdarsteller: Drama/Action Abenteuer: Grey’s Anatomy (2006)